# Homedense Corporation
Homedense Corporation ist ein Unternehmen und Automobilhersteller aus der Republik China (Taiwan).

## Unternehmensgeschichte
Das Unternehmen wurde 1985 in Taichung gegründet. Das Angebot umfasst Wasserhähne, Fahrräder, Rasenmäher sowie seit 2006 Automobile. Der Markenname lautet Homedense.

## Fahrzeuge
Im Angebot stehen Elektroautos. Eines davon ist der HEV-80, ein Kleinwagen. Bei einem Radstand von 2335 mm ist das Fahrzeug 3560 cm lang, 1670 mm breit und 1600 mm hoch. Sein Elektromotor leistet 15 kW. Die Höchstgeschwindigkeit ist mit 80 km/h bis 100 km/h angegeben, und die Reichweite mit 120 km bis 140 km.
Der HEV-62 ist kleiner. Er ist 2560 mm lang, 1300 mm breit und 1560 mm hoch. Der Radstand misst 1700 mm. Die Karosserie bietet Platz für zwei Erwachsene und zwei Kinder. Der Motor mit 3 kW Leistung ermöglicht 40 km/h Höchstgeschwindigkeit und 120 km Reichweite.
Es gibt auch ein dreirädriges Nutzfahrzeug mit vorderem Einzelrad.